# ラッブ
ラッブ（Labbu）またはラブとは、新アッシリア期に伝えられる怪物の名前である。姿はライオンと蛇のキメラ、または海竜の姿とも言われている。「ラッブ神話」と言われる書板にラッブは伝えられる。エンリルが天空に描いて見せたこの怪物の長さは50ベールとも言われている。ラッブに神々は恐れをなして月神シンに頼み込むと月神シンは嵐神ティシュパク(Tishpak)にラッブ殺害を命じた。ティシュパクは嵐を起こしてラッブを殺害するとラッブの血は3年3か月も流れたという。別の神話ではラッブは動植物も人間も食い殺す恐ろしい怪物であるとも伝えられる。